# Avvistamento di Phoenix
L'avvistamento collettivo di Phoenix, noto anche come "luci di Phoenix" (Phoenix lights), fu un doppio avvistamento collettivo di fenomeni aerei non identificati nel cielo di Phoenix, in Arizona, avvenuto il 13 marzo 1997. L'evento avrebbe coinvolto oltre 10 000 persone ed è considerato uno dei casi più celebri dell'ufologia contemporanea.

## Gli eventi
La prima segnalazione venne effettuata nel comune di Henderson, in Nevada, alle 19:55 UTC-7 del 13 marzo 1997. Un uomo riferì alle autorità di aver osservato in compagnia della sua famiglia uno strano oggetto volante a forma di V maiuscola, dotato di sei forti luci sulla parte anteriore, diretto verso sud-ovest, presumibilmente in direzione del confine con l'Arizona, dove intorno alle 20:15 iniziarono ad essere notificati più avvistamenti: nella contea di Prescott, più persone affermarono di aver assistito al passaggio di una formazione triangolare di luci nel cielo, che secondo alcuni testimoni sarebbero state parte di un unico velivolo, mentre secondo altri si sarebbe trattato di oggetti separati. 
Tra le 20:30 e le 20:45 si ebbe il primo avvistamento collettivo nella contea di Maricopa, che interessò gli abitanti delle cittadine a nord di Phoenix, tra Glendale e Scottsdale. I testimoni descrissero la stessa formazione di luci osservata poco prima nelle altre località, proveniente da nord e orientata a sud, in corrispondenza della rotta per Tucson. La formazione sarebbe stata abbastanza alta nel cielo da risultare parzialmente oscurata da un sottile strato di nuvole.
Il secondo e più importante avvistamento collettivo avvenne alle 22 circa a Phoenix e riguardò l'osservazione di un gruppo di luci brillanti e stazionarie, fotografate e riprese da un massiccio numero di cittadini prima che svanissero. L'evento assunse una rilevanza tale da essere ampiamente trattato dai notiziari locali e ottenne in poco tempo un interesse di carattere internazionale per l'ufologia. 

## Analisi e spiegazione del fenomeno
La United States Air Force chiarì come gli avvistamenti fossero compatibili con le attività militari dell'Operazione Snowbird, un programma di addestramento per piloti promosso dalla Air National Guard e condotto presso la base aerea di Davis-Monthan a Tucson, in Arizona.
Il primo avvistamento - quello avvenuto tra le 20:30 e le 20:45 nella periferia nord dell'area metropolitana di Phoenix - fu causato dal volo in formazione di cinque aerei d'attacco Fairchild-Republic A-10 Thunderbolt II, la cui traiettoria risultò del tutto compatibile con la mappa delle segnalazioni. Tale spiegazione trovò riscontro con quanto identificato da un astrofilo, Mitch Stanley, che avendo osservato le luci con l'ausilio di un telescopio dobsoniano attrezzato con un oculare Tele Vue 32 mm, poté rilevare chiaramente come queste fossero regolari aerei in formazione.
Le luci stazionarie osservate dalla città di Phoenix tra le 22:00 e le 22:30 risultarono corrispondenti a una serie di flare del tipo LUU-2B/B a lunga durata lanciati durante un'esercitazione al Barry M. Goldwater Range, poligono di bombardamento della Luke Air Force Base. Gli ufologi rifiutarono tale versione in quanto la forma e la traiettoria degli oggetti luminosi, così come l'orario, non concorderebbero con gli avvistamenti riportati dai testimoni.
Il giornalista scettico Robert Sheaffer svolse un lavoro di indagini in merito alla vicenda, che egli definì "forse l'evento UFO più ampiamente testimoniato nella storia" in ragione dell'elevato numero di fotografie e video in merito. Il resoconto, che venne pubblicato sulla rivista Skeptical Inquirer, mise in evidenza numerosi elementi che rendevano inverosimile l'ipotesi dei velivoli extraterrestri. Sheaffer criticò inoltre l'approccio dei sostenitori delle teorie ufologiche per aver speculato sull'accaduto. 

## Il governatore dell'Arizona
Il 19º Governatore (dal 1991 al 1997) dell'Arizona, Fife Symington, promise di fare chiarezza sull'avvistamento di massa, ma poi ridicolizzò il tutto durante la conferenza dove presentò il capo del suo staff vestito da alieno, dicendo di aver trovato il colpevole.
Tuttavia, nel 2007, il governatore dichiarò che egli stesso fu testimone dello strano evento, dicendo che l'oggetto volante non identificato era "enorme e inesplicabile"
e "più grande di qualunque cosa mai vista: rimane un mistero".
Il 9 novembre 2007, Fife Symington ha raccontato la sua esperienza partecipando al Larry King Live.

## Avvistamenti successivi
Un altro avvistamento avvenne il 6 febbraio 2007 e venne filmato dalla locale stazione di Fox News TV. Anche in questo caso venne dimostrato che le luci osservate coincidessero con il lancio di flare presso la base militare aerea vicina. 
L'ultimo avvistamento noto a livello mediatico si verificò il 21 aprile 2008 e fu chiarito che si trattava di lampade a fiamma attaccate a palloni aerostatici gonfiati con elio.